# Bäck, Ljungby kommun
Bäck är en bebyggelse strax öster om Lagan och E4an i Kånna distrikt i Ljungby kommun. Från 2023 avgränsar SCB här en småort.